# Mike Beuttler
Michael „Mike” Beuttler (ur. 13 kwietnia 1940 roku w Kairze, zm. 29 grudnia 1988 roku w Los Angeles) – był brytyjskim kierowcą wyścigowym.

## Życiorys
Karierę rozpoczął w latach 60. w Formule 3, później startował w Formule 2. W 1971 roku zadebiutował w Formule 1 jako kierowca prywatnie wystawionego bolidu March 731.
Przez całą swoją karierę otrzymywał wsparcie finansowe od grupy zamożnych biznesmenów (jednym z nich był m.in. Jack Durlacher, były współpracownik Roba Walkera), przeważnie o orientacji homoseksualnej. Sam Beuttler – co stanowiło tajemnicę poliszynela – również był gejem.
W latach 1971–1973 wziął udział w 28 wyścigach F1; nie zdobył ani jednego punktu. Najlepszy wynik – siódme miejsce – zanotował podczas Grand Prix Hiszpanii w 1973 roku.
W 1974 roku zakończył karierę i przeniósł się do Stanów Zjednoczonych. Tam też zmarł w wieku 48 lat na AIDS.